# Béguios
Béguios (en francés y oficialmente; en euskera Behauze) es una localidad y comuna francesa, situada en el departamento de Pirineos Atlánticos, en la región de Aquitania. Pertenece al territorio histórico vascofrancés de Baja Navarra y al Pays de Mixe
Administrativamente también depende del Distrito de Bayona y del Cantón de País de Bidache, Amikuze y Ostibarre.

## Heráldica
Etiquetado de plata y sable.

## Demografía
| Gráfica de evolución demográfica de Béguios entre 1800 y 2012 |
|                                                               |

Fuentes: Ldh/EHESS/Cassini e INSEE.